# Episodi di Autostop per il cielo (seconda stagione)
La seconda stagione della serie televisiva Autostop per il cielo è stata trasmessa in anteprima negli Stati Uniti d'America dalla NBC tra il 18 settembre 1985 e il 7 maggio 1986.
| nº | Titolo originale                      | Titolo italiano | Prima TV USA      | Prima TV Italia |
| -- | ------------------------------------- | --------------- | ----------------- | --------------- |
| 1  | A Song for Jason (Part 1)             |                 | 18 settembre 1985 |                 |
| 2  | A Song for Jason (Part 2)             |                 | 25 settembre 1985 |                 |
| 3  | Bless the Boys in Blue                |                 | 2 ottobre 1985    |                 |
| 4  | Cindy                                 |                 | 23 ottobre 1985   |                 |
| 5  | The Devil and Jonathan Smith          |                 | 30 ottobre 1985   |                 |
| 6  | Birds of a Feather                    |                 | 6 novembre 1985   |                 |
| 7  | Popcorn, Peanuts and CrackerJacks     |                 | 13 novembre 1985  |                 |
| 8  | The Smile in the Third Row            |                 | 20 novembre 1985  |                 |
| 9  | The Secret                            |                 | 27 novembre 1985  |                 |
| 10 | The Monster (Part 1)                  |                 | 4 dicembre 1985   |                 |
| 11 | The Monster (Part 2)                  |                 | 11 dicembre 1985  |                 |
| 12 | The Good Doctor                       |                 | 18 dicembre 1985  |                 |
| 13 | Alone                                 |                 | 8 gennaio 1986    |                 |
| 14 | Close Encounters of the Heavenly Kind |                 | 15 gennaio 1986   |                 |
| 15 | Change of Life                        |                 | 29 gennaio 1986   |                 |
| 16 | Keep Smiling                          |                 | 5 febbraio 1986   |                 |
| 17 | The Last Assignment                   |                 | 12 febbraio 1986  |                 |
| 18 | To Bind the Wounds                    |                 | 19 febbraio 1986  |                 |
| 19 | Heaven on Earth                       |                 | 26 febbraio 1986  |                 |
| 20 | Summit                                |                 | 5 marzo 1986      |                 |
| 21 | The Torch                             |                 | 12 marzo 1986     |                 |
| 22 | Sail Away                             |                 | 2 aprile 1986     |                 |
| 23 | Children's Children                   |                 | 30 aprile 1986    |                 |
| 24 | Friends                               |                 | 7 maggio 1986     |                 |

## A Song for Jason (parte 1)
- Titolo originale: A Song for Jason
- Diretto da: Michael Landon
- Scritto da: Dan Gordon

### Trama
Jonathan e Mark diventano consulenti al Camp Good Times, un campo estivo per bambini malati di cancro, per aiutare due malati: un ragazzino spaventato con una madre iperprotettiva e un adolescente atleta arrabbiato che potrebbe perdere una gamba a causa di un cancro alle ossa.
- Altri interpreti: Joshua John Miller, Herb Edelman, Brian Lane Green, Giovanni Ribisi.

## A Song for Jason (parte 2)
- Titolo originale: A Song for Jason
- Diretto da: Michael Landon
- Scritto da: Dan Gordon

### Trama
Il Camp Good Times sta aiutando sia Gary che Curtis in modi diversi, ma Jason potrebbe aver perso la volontà di andare avanti quando il suo migliore amico viene portato d'urgenza in ospedale e suo padre si rifiuta ancora di affrontare la malattia di Jason.
- Altri interpreti: Joshua John Miller, Herb Edelman, Brian Lane Green, Giovanni Ribisi.

## Bless the Boys in Blue
- Titolo originale: Bless the Boys in Blue
- Diretto da: Victor French
- Scritto da: Dan Gordon

### Trama
Quando Mark desidera che Jonathan sia un poliziotto mortale il Boss lo accetta, con il risultato che Jonathan deve rinunciare ai suoi poteri angelici.
- Altri interpreti: Ed Crick, Vance Davis, Wally Taylor, Margaret Wheeler.

## Cindy
- Titolo originale: Cindy
- Diretto da: Michael Landon
- Scritto da: Dan Gordon

### Trama
Una rivisitazione dei giorni nostri della storia di Cenerentola, l'aspirante attrice Cindy vuole essere accettata per quello che è veramente.
- Altri interpreti: Alice Ghostley, Kip Gilman, Hallie Todd.

## The Devil and Jonathan Smith
- Titolo originale: The Devil and Jonathan Smith
- Diretto da: Michael Landon
- Scritto da: Dan Gordon

### Trama
Jonathan chiede l'aiuto di un truffatore dopo che Jabez Stone ha ingannato Mark, facendogli vendere la sua anima per salvare la vita di un ragazzino. Ma il Diavolo ha un altro obiettivo: acquisire l'anima di un angelo.
- Altri interpreti: Michael Berryman, Conrad Janis, Phil Rubenstein.

## Birds of a Feather
- Titolo originale: Birds of a Feather
- Diretto da: Michael Landon
- Scritto da: Maxine Herman

### Trama
Per paura di perdere il lavoro i lavoratori di una fabbrica ignorano la contaminazione delle falde acquifere. Jonathan deve ricorrere a misure drastiche per costringerli ad affrontare i fatti.
- Altri interpreti: Philip Abbott, Rick Hurst, Marianne McAndrew, Paul Walker.

## Popcorn, Peanuts and CrackerJacks
- Titolo originale: Popcorn, Peanuts and CrackerJacks
- Diretto da: Michael Landon
- Scritto da: Vince R. Gutierrez

### Trama
Jonathan e Mark devono cercare di aiutare una squadra che sembra non riuscire mai a vincere una sola partita e dare a un ex star del baseball la gloria che conosceva.
- Altri interpreti: Moses Gunn, Lynn Hamilton, John Milford.

## The Smile in the Third Row
- Titolo originale: The Smile in the Third Row
- Diretto da: Michael Landon
- Scritto da: Lan O'Kun

### Trama
Jonathan è scettico quando l'attore protagonista di uno spettacolo di Broadway fallito afferma che Dio sta assistendo alle esibizioni dello spettacolo, seduto in un posto dell'orchestra della terza fila.
- Altri interpreti: Mary Ann Gibson, Lorne Greene, David L. Lander.

## The Secret
- Titolo originale: The Secret
- Diretto da: William F. Claxton
- Scritto da: Paul W. Cooper

### Trama
Mark è l'unico che può aiutare quando la figlia adottiva quindicenne, del suo amico, cerca di trovare la madre biologica e l'inaspettata verità svelata minaccia di fare a pezzi la famiglia.
- Altri interpreti: Leslie Bega, Shannen Doherty, Barry Jenner.

## The Monster (parte 1)
- Titolo originale: The Monster
- Diretto da: Victor French
- Scritto da: Dan Gordon

### Trama
Julian Bradley è un giovane artista con una deformità facciale trattato come un uomo nero dai cittadini, e Scotty, l'amico tetraplegico di Jonathan e Mark, ora è un avvocato e il suo matrimonio rischia di fallire. Quando Julian incontra Rachel, una ragazza cieca, si innamorano, ma un'operazione che potrebbe far recuperare la vista di Rachel potrebbe anche distruggere le speranze di Julian.
- Altri interpreti: James Troesh, Annabella Price, Jeff Kober.

## The Monster (parte 2)
- Titolo originale: The Monster
- Diretto da: Victor French
- Scritto da: Dan Gordon

### Trama
Scotty deve difendere Julian dopo che è stato accusato di aver aggredito Rachel e sembra che le probabilità non siano a favore di nessuno dei due.
- Altri interpreti: James Troesh, Annabella Price, Jeff Kober, Peter Billingsley.

## The Good Doctor
- Titolo originale: The Good Doctor
- Diretto da: William F. Claxton
- Scritto da: Rift Fournier

### Trama
Jonathan e Mark vanno a lavorare in una squadra di football. Uno dei giocatori chiede farmaci al medico della squadra, Dan Hickey. Hickey è molto duro con suo figlio, che è uno studente di medicina e che si droga.
- Altri interpreti: Michael Constantine, William Kirby Cullen, Gracie Harrison.

## Alone
- Titolo originale: Alone
- Diretto da: Michael Landon
- Scritto da: Michael Landon

### Trama
Un ragazzo senzatetto desidera essere amato da qualcuno, quindi Jonathan va da lui e si offre di realizzare il suo desiderio. Vanno da un uomo separato dalla moglie, che si rifiuta di fargli vedere il loro figlio. Si rifiuta anche di credere che il confinamento di suo figlio, su una sedia a rotelle, sia dovuto a qualcosa di psicologico.
- Altri interpreti: John Franklin, Gerald Gordon, Danny McMurphy, Ronne Troup.

## Close Encounters of the Heavenly Kind
- Titolo originale: Close Encounters of the Heavenly Kind
- Diretto da: Victor French
- Scritto da: Paul W. Cooper

### Trama
Jonathan e Mark emergono da un cratere meteorico per offrire incoraggiamento extraterrestre ad Adam, un giovane orfano vittima di bullismo il cui eccentrico nonno rischia di perderlo a causa di un assistente sociale senza cuore.
- Altri interpreti: Louise Latham, Harold J. Stone, Jerry Supiran.

## Change of Life
- Titolo originale: Change of Life
- Diretto da: Michael Landon
- Scritto da: Dan Gordon

### Trama
Mentre lavorano per Linda Blackwell, una bellissima star del cinema con un'opinione molto bassa degli uomini, Mark e Linda desiderano entrambi da Dio che ciascuno possa avere la vita dell'altro, con il risultato che il Boss li prende in parola e scambia Mark e Linda nei corpi l'uno dell'altra.
- Altri interpreti: Anne-Marie Martin, John McCook, Greg Mullavey.

## Keep Smiling
- Titolo originale: Keep Smiling
- Diretto da: Michael Landon
- Scritto da: Michael Landon

### Trama
Jonathan riceve uno degli incarichi più commoventi che abbia mai avuto: aiutare la sua stessa vedova a riconquistare il suo amore.
- Altri interpreti: Richard McGonagle, Dorothy McGuire, Joan Welles.

## The Last Assignment
- Titolo originale: The Last Assignment
- Diretto da: Michael Landon
- Scritto da: Michael Landon

### Trama
L'incarico di Jonathan e Mark riguarda Harold, un angelo errante che è in libertà vigilata da due secoli, perché diffondendo felicità infrange le regole.
- Altri interpreti: Edward Asner, Henry G. Sanders, Christine Avila.

## To Bind the Wounds
- Titolo originale: To Bind the Wounds
- Diretto da: Michael Landon
- Scritto da: Dan Gordon

### Trama
Jonathan e Mark aiutano un'intera città a ricordare come un giovane soldato, ucciso in Vietnam, abbia toccato le loro vite. Quando i tentativi di suo padre, di far realizzare un memoriale per commemorare suo figlio, vengono ignorati.
- Altri interpreti: Moosie Drier, Tony Monaco, Dennis Redfield, Eli Wallach.

## Heaven on Earth
- Titolo originale: Heaven on Earth
- Diretto da: Michael Landon
- Scritto da: David O. Young

### Trama
Mark è profondamente colpito dal dolore dopo aver creduto di aver causato una tragedia che coinvolgono due ragazze: una vittima di un incidente d'auto, l'altra intrappolata in un incendio in casa. Questo spinge Mark a fare una richiesta: che Jonathan cancelli tutto ciò che è successo e gli permetta di creare la sua visione del Paradiso sulla Terra.
- Altri interpreti: Michael Anderson Jr., Alexandra Borrie, Alyson Croft.

## Summit
- Titolo originale: Summit
- Diretto da: Dan Gordon
- Scritto da: Dan Gordon

### Trama
Mark e Jonathan cercano di riunire una madre con suo figlio, che ora è il vicepremier dell'URSS. Quando gli viene detto che sua madre vorrebbe vederlo crede che Jonathan sia della CIA e non un angelo.
- Altri interpreti: Ben Hammer, Vachik Mangassarian, Eda Reiss Merin, Kate Murtagh, Nehemiah Persoff

## The Torch
- Titolo originale: The Torch
- Diretto da: Michael Landon
- Scritto da: Lan O'Kun

### Trama
Il figlio di un sopravvissuto al campo di sterminio nazista si scontra con un neo-nazista che contesta l'Olocausto con tragici risultati.
- Altri interpreti: Herschel Bernardi, Mary Ann Chinn, David Kaufman

## Sail Away
- Titolo originale: Sail Away
- Diretto da: Michael Landon
- Scritto da: Lan O'Kun

### Trama
Jonathan aiuta un romanziere e suo nipote a trovare l'ispirazione per scrivere i loro prossimi libri e a conciliarsi di nuovo l'uno con l'altro.
- Altri interpreti: Lew Ayres, David Eisner, Laurie Prange.

## Children's Children
- Titolo originale: Children's Children
- Diretto da: Victor French
- Scritto da: David Thoreau

### Trama
Una casa per madri nubili è in pericolo quando un giornalista scopre un segreto sul passato della donna che gestisce la casa e un adolescente deve fare i conti con il fatto di essere un padre.
- Altri interpreti: Bibi Besch, James T. Callahan, Scott Coffey.

## Friends
- Titolo originale: Friends
- Diretto da: Michael Landon
- Scritto da: Michael Landon

### Trama
Jonathan e Mark sono insegnanti supplenti in una scuola superiore dove una lezione sulla vera amicizia è sottolineata dall'assegnazione, da parte di Jonathan, di una ragazza sovrappeso emarginata e ad una sfacciata star del baseball che rischia di essere bocciata dalla scuola.
- Altri interpreti: Judy Carmen, Darren Dalton, Michael McGuire, Alexandra Powers.